# Amityville II – Der Besessene
Amityville II – Der Besessene (Originaltitel Amityville II: The Possession) ist ein Horrorfilm aus dem Jahr 1982 von Damiano Damiani. Er ist der Nachfolger des 1979 erschienenen Amityville Horror. Die Handlung bezieht sich auf die Vorgeschichte, den Mord von Ronald DeFeo an seiner Familie.

## Handlung
Die italoamerikanische Familie Montelli zieht in ein großes Haus im verschlafenen Küstenstädtchen Amityville. Zunächst erscheint es ihnen als die Erfüllung ihrer Träume, bis sie im Keller einen merkwürdigen Tunnel hinter der Holzwand entdecken und erste Probleme auftauchen. Die Neuankömmlinge ahnen nicht, dass sich dort eine unsichtbare dämonische Kreatur verbirgt. Nachts dringt diese aus dem Tunnel und verbreitet Angst und Schrecken. Türen fallen wie durch Geisterhand zu, Spiegel zersplittern, und im Kinderzimmer tauchen teuflische Botschaften an den Wänden auf. Die Montellis können sich keinen Reim auf die Vorkommnisse machen, es kommt immer häufiger zu heftigen Auseinandersetzungen zwischen den Familienmitgliedern. Der 17-jährige Sohn Sonny verändert sich währenddessen zusehends und zieht sich immer mehr zurück.
Mutter Dolores bittet schließlich den Pater um ein beratendes Gespräch im Haus. Als er damit fertig ist und wieder zu seinem Auto zurückkehrt, findet er auf dem Beifahrersitz eine völlig zerpflückte Bibel. Nur kurz darauf kommt es zu einem weiteren Zwischenfall: Sonny und seine Schwester kommen sich körperlich näher. Patricia beichtet dies in der Kirche. Als Pater Adamsky erneut zu Gast ist, um das Haus zu segnen, strömt plötzlich Blut aus seinem Aspergill. Nun erkennt er den Ernst der Lage und bittet seine Vorgesetzten einen Exorzismus durchführen zu dürfen, wird jedoch zunächst vertröstet.
Wenige Tage darauf ergreift in einer Gewitternacht die dunkle Macht aus dem Tunnel Besitz von Sonny, dieser greift zu einem Gewehr und erschießt die gesamte Familie. Als er von der Polizei verhaftet wird, beteuert er seine Unschuld. Den Pater lässt der Fall nicht los, und mithilfe einer Recherche im Stadtarchiv findet er heraus, dass das Haus auf einem ehemaligen Indianerfriedhof erbaut wurde. Gerüchten zufolge soll ein Fluch auf dem Grundstück liegen. Nun ist er von der Unschuld Sonnys überzeugt und verhilft ihm zur Flucht. Beide machen sich getrennt voneinander auf den Weg zum Haus. Als Adamsky das leerstehende Gebäude durch den Kellereinstieg betritt, läuft literweise Blut die Wände herab. Im Dachgeschoss trifft er auf Sonny und vollzieht an ihm den Exorzismus. Dieser kann dadurch von dem Fluch befreit werden, der Dämon fährt nun aber in den Körper von Pater Adamsky.

## Kritik
„Fortsetzungsfilm zu Amityville Horror: routiniert inszeniert, aber auf merklich niedrigerem Niveau als der Vorgänger. Ein böser Geist fährt in einen jungen Mann und treibt ihn dazu, seine Verwandtschaft zu massakrieren. Gelegentlich atmosphärisch dicht, verliert sich der Film zunehmend in vordergründigen Horror-Trick-Effekten.“

## Auszeichnung
Rutanya Alda wurde 1983 für die Goldene Himbeere in der Kategorie Schlechteste Nebendarstellerin nominiert.